# Ramiro Funes Mori
José Ramiro Funes Mori (xoˈse raˈmiɾo ˈfunez ˈmoɾi; 5 de març de 1991) és un futbolista professional argentí que juga de central, lateral esquerre, o centrecampista defensiu per l'Al-Nassr.

## Palmarès
River Plate
- 1 Primera divisió argentina: 2014
- 1 Copa Campeonato: 2013-14
- 1 CONMEBOL Sud-americana: 2014
- 1 Recopa Sud-americana: 2015
- 1 CONMEBOL Libertadores: 2015
- 1 Copa J.League-Sudamericana: 2015
- 1 Primera B Nacional: 2011-12

Vila-real CF
- 1 Lliga Europa de la UEFA: 2020-21